# TOTOジャパンクラシック
TOTOジャパンクラシック（TOTO JAPAN CLASSIC）は、日本の女子プロゴルフトーナメントで、日本で唯一行われる全米女子プロゴルフ協会（LPGA）と日本女子プロゴルフ協会（JLPGA）の共催で行われる大会である。

## 概要
TOTO（2015年より）・毎日放送・スポーツニッポン新聞社主催により、毎年11月第1週から第2週にかけて行われている。
1973年・1974年は「LPGAジャパンクラシック」として開催され、当時毎日放送が加盟していたNET（現：テレビ朝日）系列
で放送された。1975年から1979年までは「LPGA美津濃クラシック」として開催された。同時に、在阪局のネットチェンジの影響でTBS系列へ移行した。
1980年から1992年までは「マツダジャパンクラシック」、1993年から1997年までは「東レジャパンクイーンズカップ」として開催され、毎年毎日放送とTBSの交互による製作で関西または関東のゴルフコースを舞台に開催された。マツダジャパンクラシック時代は、一度主催者の本社がある広島県で開催されたこともあり、広島電鉄が広告電車を運転したこともあった。その後1998年のみ「LPGAジャパンクラシック」として開催され、1999年からは前年まで開催されていた「ミズノオープンレディーストーナメント」（ミズノ・読売テレビ主催）と統合され「ミズノクラシック」へと改名される。1999年までは関東と関西で交互に開催されていた。
2001年からはミズノ単独主催となり、2005年までは滋賀県大津市の瀬田ゴルフコース・北コースで、また2006年から2015年までは、近畿日本鉄道の伊勢志摩事業計画の一環として三重県志摩市にある近鉄賢島カンツリークラブで開催されていた。2016年については当初開催コース未定となっていたが、2016年1月20日に茨城県小美玉市にある太平洋クラブ美野里コースで開催されることを日本女子プロゴルフ協会が発表した。2018年から再び瀬田ゴルフコース・北コースにて開催。
優勝者にはレース・トゥ・CMEグローブポイント500点が獲得される。
国内はもちろん、アメリカからもプレーヤーが賞金総額200万ドル、優勝賞金30万ドル（2022年現在）を賭けて争う。また、優勝者には副賞としてメルセデス・ベンツ（2008年から）が贈呈される（かつてはBMW、さらにマツダが副賞だった）。2001年から2005年までアニカ・ソレンスタムが5連覇したトーナメントとして有名である。しかし米ツアーは終盤戦のため、この大会を欠場する選手が多い。
2020・21年は新型コロナウイルスによる渡航制限を受けて、JLPGA特別公認競技としてJLPGA単独で無観客開催。大会として回数にカウントされていない。
2021年度より4日間競技として開催される。

## 歴代優勝者
| 開催年                   | 大会名称                       | 優勝者名               | スコア     | 開催地   | 開催コース                                        |
| ------------------------ | ------------------------------ | ---------------------- | ---------- | -------- | ------------------------------------------------- |
| 1973年                   | LPGAジャパンクラシック         | ジャン・フェラリス     | EVEN       | 千葉県   | 袖ヶ浦カンツリークラブ・新袖コース                |
| 1974年                   | LPGAジャパンクラシック         | 樋口久子               | -4         | 奈良県   | 法隆寺カントリー倶楽部                            |
| 1975年                   | LPGA美津濃クラシック           | ジムリー・ハムリン     | -1         | 大阪府   | 茨木国際ゴルフ倶楽部                              |
| 1976年                   | LPGA美津濃クラシック           | ドナ・カポニ           | -5         | 兵庫県   | 花屋敷ゴルフ倶楽部・よかわコース                  |
| 1977年                   | LPGA美津濃クラシック           | デビー・マッシー       | -2         | 兵庫県   | 花屋敷ゴルフ倶楽部・よかわコース                  |
| 1978年                   | LPGA美津濃クラシック           | 岡田美智子             | -6         | 兵庫県   | 花屋敷ゴルフ倶楽部・よかわコース                  |
| 1979年                   | LPGA美津濃クラシック           | エイミー・オルコット   | -11        | 兵庫県   | 花屋敷ゴルフ倶楽部・ひろのコース                  |
| 1980年                   | マツダジャパンクラシック       | 大迫たつ子             | -9         | 兵庫県   | 花屋敷ゴルフ倶楽部・ひろのコース                  |
| 1981年                   | マツダジャパンクラシック       | パティ・シーハン       | -9         | 神奈川県 | 相模原ゴルフクラブ西コース                        |
| 1982年                   | マツダジャパンクラシック       | ナンシー・ロペス       | -9         | 滋賀県   | 名神八日市カントリークラブ                        |
| 1983年                   | マツダジャパンクラシック       | パット・ブラッドリー   | -10        | 埼玉県   | 武蔵丘ゴルフコース                                |
| 1984年                   | マツダジャパンクラシック       | 吉川なよ子             | -6         | 広島県   | 広島カンツリー倶楽部八本松コース                  |
| 1985年                   | マツダジャパンクラシック       | ジェーン・ブラロック   | -10        | 埼玉県   | 武蔵丘ゴルフコース                                |
| 1986年                   | マツダジャパンクラシック       | 涂阿玉                 | -3         | 兵庫県   | ライオンズカントリー倶楽部                        |
| 1987年                   | マツダジャパンクラシック       | 森口祐子               | -10        | 埼玉県   | 武蔵丘ゴルフコース                                |
| 1988年                   | マツダジャパンクラシック       | パティ・シーハン       | -10        | 埼玉県   | 武蔵丘ゴルフコース                                |
| 1989年                   | マツダジャパンクラシック       | エレイン・クロスビー   | -11        | 滋賀県   | 瀬田ゴルフコース・北コース                        |
| 1990年                   | マツダジャパンクラシック       | デビー・マッシー       | -11        | 埼玉県   | 武蔵丘ゴルフコース                                |
| 1991年                   | マツダジャパンクラシック       | リサロッテ・ノイマン   | -5         | 滋賀県   | 瀬田ゴルフコース・北コース                        |
| 1992年                   | マツダジャパンクラシック       | ベッツィ・キング       | -11        | 埼玉県   | 武蔵丘ゴルフコース                                |
| 1993年                   | 東レ・ジャパンクイーンズカップ | ベッツィ・キング       | -11        | 兵庫県   | ライオンズカントリー倶楽部 ホワイト・レッドコース |
| 1994年                   | 東レ・ジャパンクイーンズカップ | 高又順（コウ・ウスン） | -7         | 千葉県   | オークヒルズカントリークラブ                      |
| 1995年                   | 東レ・ジャパンクイーンズカップ | 高又順（コウ・ウスン） | -9         | 滋賀県   | 瀬田ゴルフコース・北コース                        |
| 1996年                   | 東レ・ジャパンクイーンズカップ | 平瀬真由美             | -4         | 茨城県   | 利根ゴルフ倶楽部                                  |
| 1997年                   | 東レ・ジャパンクイーンズカップ | リサロッテ・ノイマン   | -11        | 滋賀県   | 瀬田ゴルフコース・北コース                        |
| 1998年                   | LPGAジャパンクラシック         | 小林浩美               | -11        | 埼玉県   | 武蔵丘ゴルフコース                                |
| 1999年                   | ミズノクラシック               | マリア・ヨース         | -15        | 滋賀県   | 瀬田ゴルフコース・北コース                        |
| 2000年                   | ミズノクラシック               | ロリー・ケーン         | -13        | 滋賀県   | 瀬田ゴルフコース・北コース                        |
| 2001年                   | ミズノクラシック               | アニカ・ソレンスタム   | -13        | 埼玉県   | 武蔵丘ゴルフコース                                |
| 2002年                   | ミズノクラシック               | アニカ・ソレンスタム   | -15        | 滋賀県   | 瀬田ゴルフコース・北コース                        |
| 2003年                   | ミズノクラシック               | アニカ・ソレンスタム   | -24        | 滋賀県   | 瀬田ゴルフコース・北コース                        |
| 2004年                   | ミズノクラシック               | アニカ・ソレンスタム   | -22        | 滋賀県   | 瀬田ゴルフコース・北コース                        |
| 2005年                   | ミズノクラシック               | アニカ・ソレンスタム   | -21        | 滋賀県   | 瀬田ゴルフコース・北コース                        |
| 2006年                   | ミズノクラシック               | カリー・ウェブ         | -14        | 三重県   | 近鉄賢島カンツリークラブ                          |
| 2007年                   | ミズノクラシック               | 上田桃子               | -13        | 三重県   | 近鉄賢島カンツリークラブ                          |
| 2008年                   | ミズノクラシック               | 申智愛                 | -15        | 三重県   | 近鉄賢島カンツリークラブ                          |
| 2009年                   | ミズノクラシック               | 宋ボベ                 | -15        | 三重県   | 近鉄賢島カンツリークラブ                          |
| 2010年                   | ミズノクラシック               | 申智愛                 | -18        | 三重県   | 近鉄賢島カンツリークラブ                          |
| 2011年                   | ミズノクラシック               | 上田桃子               | -16        | 三重県   | 近鉄賢島カンツリークラブ                          |
| 2012年                   | ミズノクラシック               | ステイシー・ルイス     | -11        | 三重県   | 近鉄賢島カンツリークラブ                          |
| 2013年                   | ミズノクラシック               | テレサ・ルー           | -14        | 三重県   | 近鉄賢島カンツリークラブ                          |
| 2014年                   | ミズノクラシック               | 李美香（イ・ミヒャン） | -11        | 三重県   | 近鉄賢島カンツリークラブ                          |
| 2015年                   | TOTOジャパンクラシック         | アン・ソンジュ         | -16        | 三重県   | 近鉄賢島カンツリークラブ                          |
| 2016年                   | TOTOジャパンクラシック         | フォン・シャンシャン   | -13        | 茨城県   | 太平洋クラブ美野里コース                          |
| 2017年                   | TOTOジャパンクラシック         | フォン・シャンシャン   | -19        | 茨城県   | 太平洋クラブ美野里コース                          |
| 2018年                   | TOTOジャパンクラシック         | 畑岡奈紗               | -14        | 滋賀県   | 瀬田ゴルフコース・北コース                        |
| 2019年                   | TOTOジャパンクラシック         | 鈴木愛                 | -17        | 滋賀県   | 瀬田ゴルフコース・北コース                        |
| 2020年 （JLPGA単独開催） | TOTOジャパンクラシック         | 申智愛                 | -19        | 茨城県   | 太平洋クラブ美野里コース                          |
| 2021年 （JLPGA単独開催） | TOTOジャパンクラシック         | 古江彩佳               | -16        | 滋賀県   | 瀬田ゴルフコース・北コース                        |
| 2022年                   | TOTOジャパンクラシック         | ジェマ・ドライブラ     | 268（-20） | 滋賀県   | 瀬田ゴルフコース・北コース                        |
| 2023年                   | TOTOジャパンクラシック         | 稲見萌寧               | 266（-22） | 茨城県   | 太平洋クラブ美野里コース                          |
| 2024年                   | TOTOジャパンクラシック         | 竹田麗央               | 201（ｰ15） | 滋賀県   | 瀬田ゴルフコース・北コース                        |
| 2025年                   | TOTOジャパンクラシック         | 不明の旗               |            | 滋賀県   | 瀬田ゴルフコース・北コース                        |

## 出場資格
USLPGAとJLPGAの共催試合で、出場資格は、USLPGA CMEポイントランキング上位43名、JLPGA メルセデスランキング(富士通レディース)までの上位35名、計78名。
予選落無の4日間競技。

## テレビ放送について
- アメリカ国内ではLPGAツアーの放映権を持つゴルフ・チャンネルで生中継される。しかし2009年以降はWGCのHSBCチャンピオンズ（開催は中国・上海）と時期が重なることと、大会主催者のMBSの配慮から『ゴルフセントラル』内でハイライトのみが放送されている。
- 日本においては第3日・最終日が毎日放送を制作局として、TBS系列全国28局ネットで生中継（但し延長対応は無し。）[注 5]。またCS放送のGAORAでは大会4日間すべて放送されており、初日、2日目は生中継、3日目及び最終日は、前半が生中継、後半が録画放送となっている。
- なお、日本女子プロゴルフ協会（JLPGA）は2022シーズンからJLPGAが管轄している大会のネット配信を行うことを発表しているが、本大会はLPGA共催のため、JLPGA公認大会の配信権を保有しているU-NEXTでの配信は実施しない[15]。
- また、日本国内においてLPGAツアーの放映権を持つWOWOWでも同様に放送はされない。
- 2021年大会はMBS動画イズムにてライブ配信された。
- 2023年大会から、午後の部のみではあるが、全日程大会公式サイトおよびスポーツナビにて無料ライブ配信が行われている[16]。

- 2006年の大会では、宮里藍の成績を首位に立っていないにもかかわらず、首位に立ったように表示（LEADER表示）して、1ヶ月後の12月8日に制作局の毎日放送が総務省から厳重注意を受けた。
- かつては第2日、最終日は2時間で放送されていたが、現在は第3日のみ1時間半に短縮されている[注 6]。